# Jules-Élie Delaunay
Pour les articles homonymes, voir Delaunay.
Jules-Élie Delaunay, né le 13 juin 1828 à Nantes et mort le 5 septembre 1891 à Paris, est un peintre français.
Il est connu pour ses peintures murales et ses portraits.

## Biographie

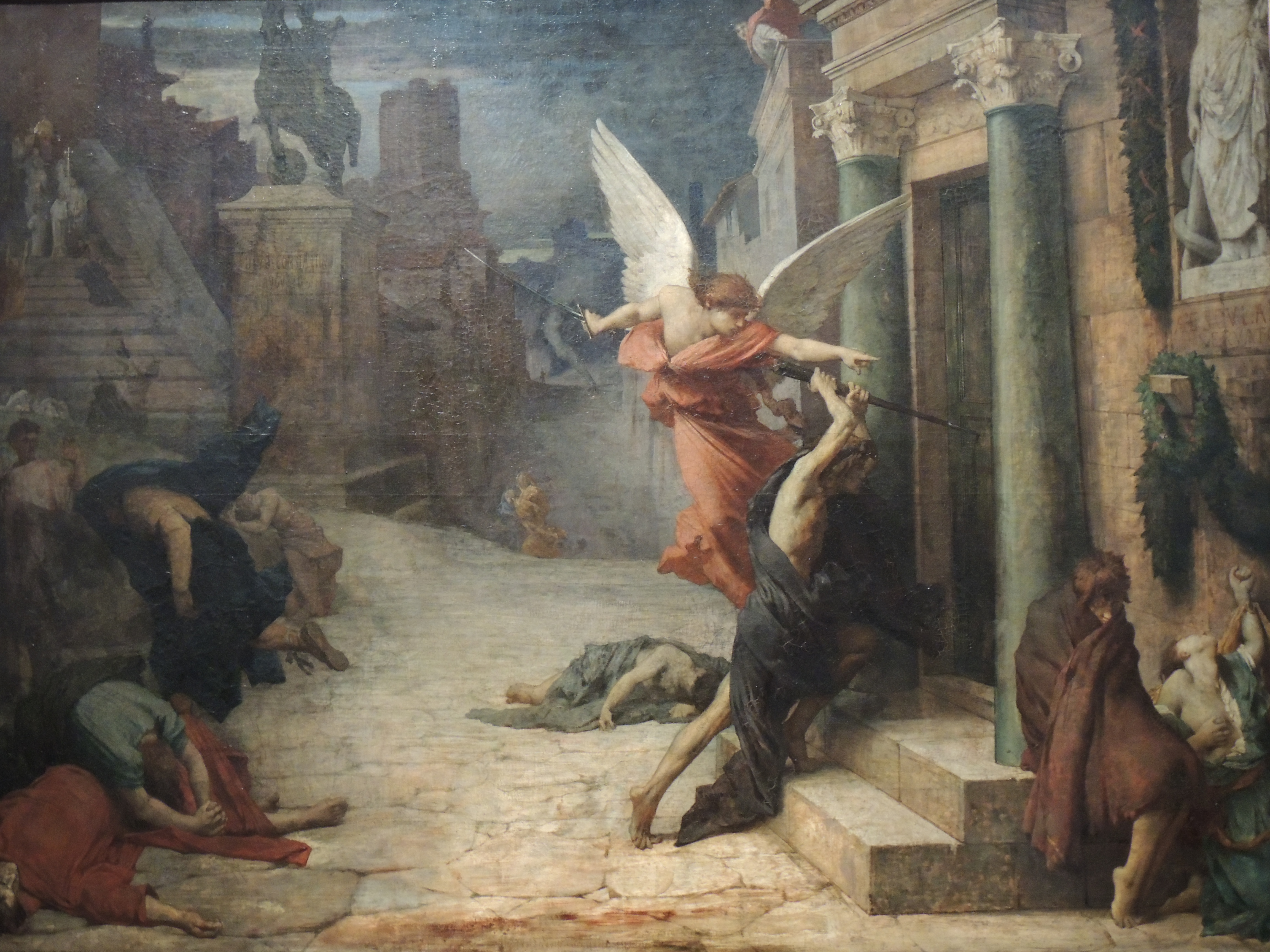
La Peste à Rome (1869), Paris, musée d'Orsay.

Jules-Élie Delaunay entre en 1848 à l'École des beaux-arts de Paris, où il est l'élève d'Hippolyte Flandrin et de Louis Lamothe. Second grand prix de Rome en 1856, avec Henri-Pierre Picou, il séjourne quatre ans à la villa Médicis. À son retour à Paris, il se spécialise dans les grandes compositions et reçoit d’importantes commandes de l'Église ou de l'État. Ses œuvres ornent l’Opéra Garnier, l’escalier d’honneur de l’hôtel de ville de Paris et la nef du Panthéon (Paris) où se trouvent les panneaux représentant sainte Geneviève et Attila. Il met tant d’application dans la réalisation de cette dernière commande qu'au bout de quinze ans, l'œuvre n’est toujours pas achevée.
Delaunay est élu membre de l'Académie des beaux-arts en 1879 et devient chef d'atelier à l'École des beaux-arts de Paris en 1889. Ami du mélomane fortuné et académicien Ernest Legouvé, Delaunay est chargé de l’éducation artistique de son petit-fils, le futur peintre George Desvallières. Ensemble, ils visitent le Tessin en 1884. Plus tard, Delaunay le présente à Gustave Moreau. Ce dernier et Delaunay sont les témoins du mariage de George Desvallières et Marguerite Lefebvre en 1890.
Son portrait en médaillon, dont un exemplaire est conservé au Metropolitan Museum of Art de New York, a été réalisé en 1890 par le sculpteur Jules Chaplain.
Il meurt le 5 septembre 1891 à son domicile parisien, au 58, rue Notre-Dame-de-Lorette dans le 9e arrondissement. Il est inhumé au cimetière Miséricorde de Nantes.

## Récompenses
- Second prix de Rome de 1853[4] pour Jésus chassant les vendeurs du Temple
- Second grand prix de Rome de 1856 pour Le Retour du jeune Tobie

## Collections publiques

### Peinture
Danemark
- Copenhague, Ny Carlsberg Glyptotek : La Nymphe Hespérie pleurée par Esacus, 1859.

France
- Bordeaux, musée des Beaux-Arts : Ophélie,1882 , huile sur bois[5].
- Brest, musée des Beaux-Arts : La Peste à Rome, 1859, huile sur toile, 62,3 × 74,9 cm, esquisse préparatoire pour l'œuvre conservée au musée d'Orsay[6].
- Dijon, musée Magnin : Portrait du peintre Auguste Toulmouche, 1880-1890.
- Marie Toulmouche (1884), Musée d'Arts de NantesNantes, musée d'Arts :

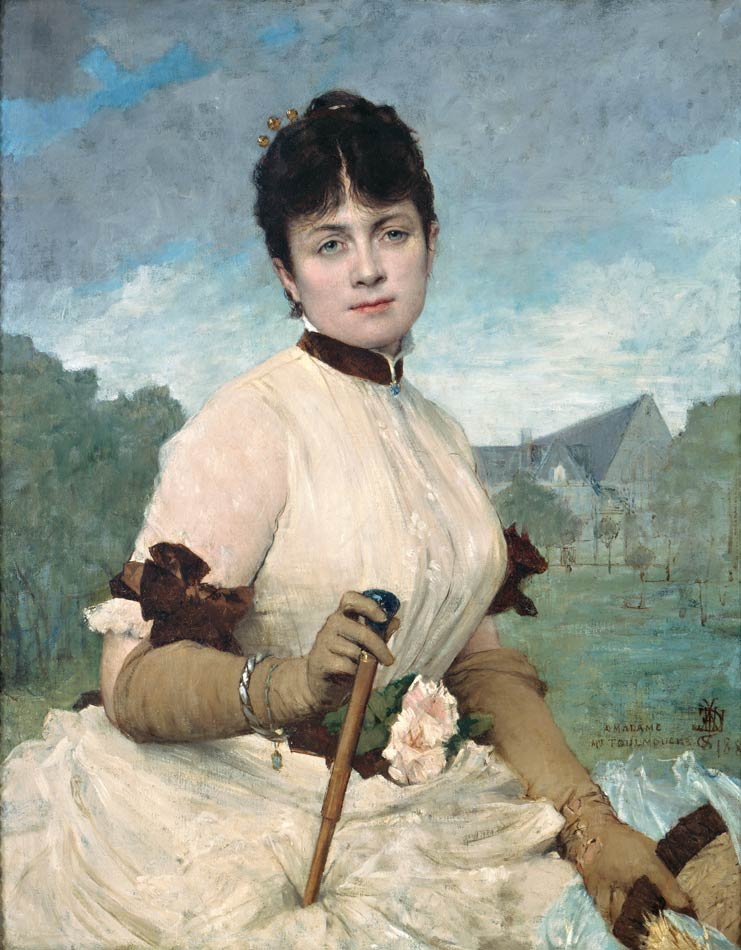
Marie Toulmouche (1884), Musée d'Arts de Nantes

  - Portrait de Mademoiselle Stéphanie Brousset, 1871 ;
  - David triomphant, 1874, huile sur toile, 147 x 114 cm ;
  - Portrait de Jacques Bizet, 1878 ;
  - Portrait de Madame Marie Toulmouche [7], 1884, huile sur toile, 90 x 74 cm.Notice no 07430005899David Triomphant (1874), musée d'Arts de Nantes.
- Paris : 
  - musée d'Orsay :
    - Charles Hayem, vers 1838-1902 ;

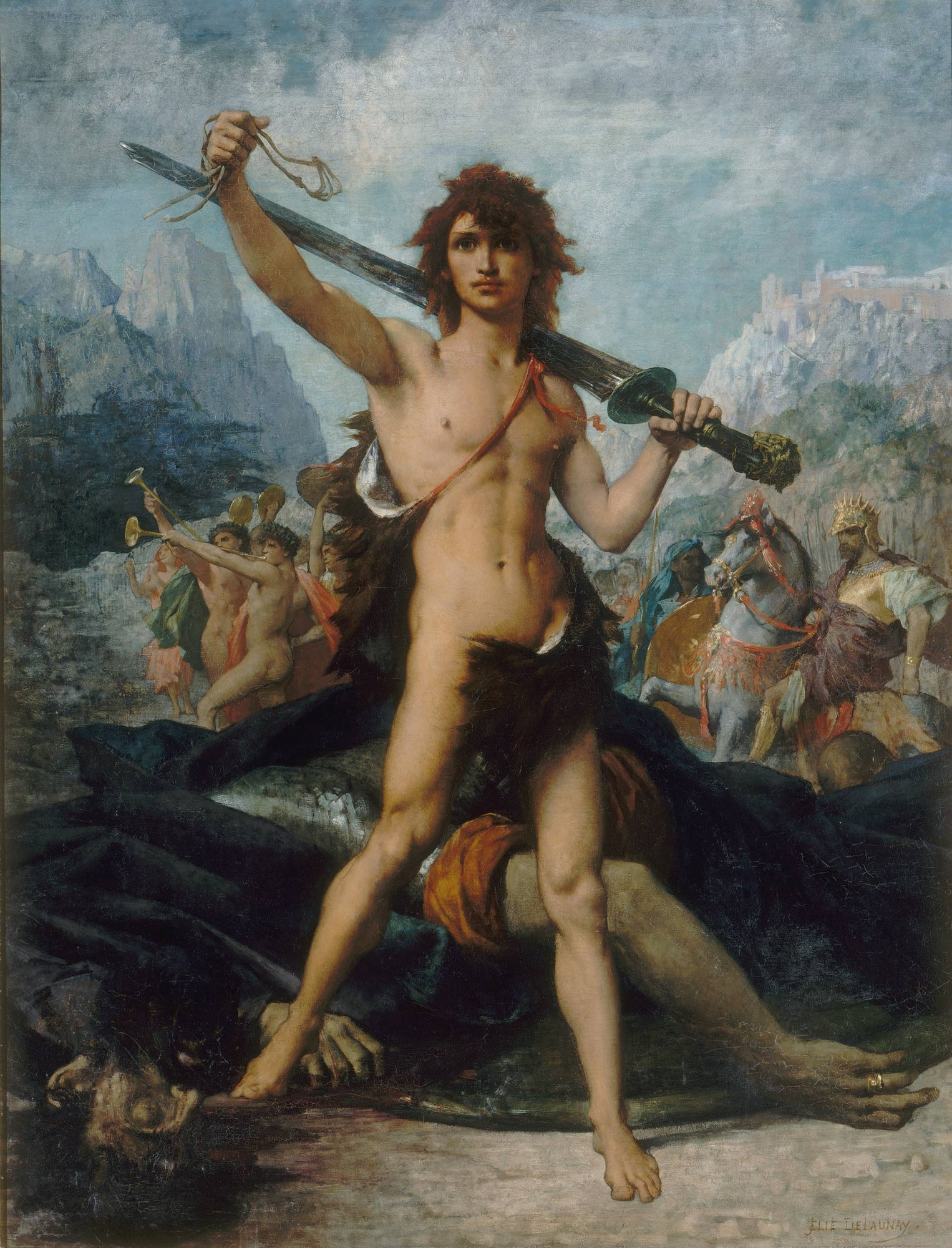
David Triomphant (1874), musée d'Arts de Nantes.

    - La Peste à Rome, 1869, huile sur toile, 131 × 177 cm[8]
    - Diane, 1872, huile sur toile, 146 × 94 cm[9] ;
    - Portrait de Madame Georges Bizet, 1878, huile sur toile, 105 × 75 cm[10] ;
    - Portrait de l'abbé Egidio Sotta, 1887, huile sur toile, 65 × 54 cm[11].

  - Panthéon : Sainte Geneviève rend le calme aux Parisiens à l'approche d'Attila, 1874-1891.

### Œuvres religieuses
- La Chapelle-Launay, abbaye Notre-Dame de Blanche-Couronne : Armoiries de Jean Briçonnet, vice-chancelier de Bretagne, dans une des salles de l'abbaye.
- Nantes, couvent de la Visitation, chapelles latérales : Le Couronnement de la Vierge et Saint François de Sales, sainte Jeanne de Chantal Esaü, 1863-1864, deux peintures murales sur plâtre, classées depuis le 25 février 1983[12].
- Paris :
  - église Saint-François-Xavier ;
  - église de la Sainte-Trinité.

### Édifices civils parisiens
- Conseil d'État.
- Cour de cassation.
- Opéra Garnier.
- Palais-Royal.
- Panthéon.

Œuvres de Jules-Élie Delaunay
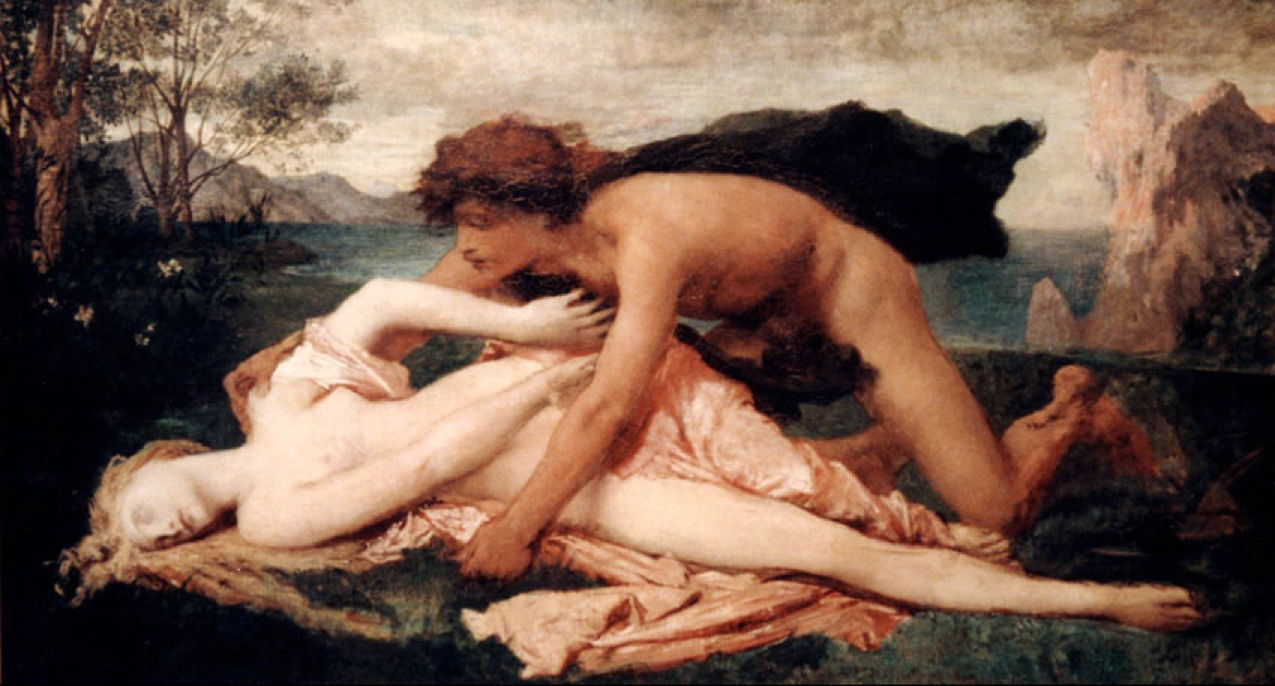
La Nymphe Hespérie pleurée par Esacus (1859), Copenhague, Ny Carlsberg Glyptotek.
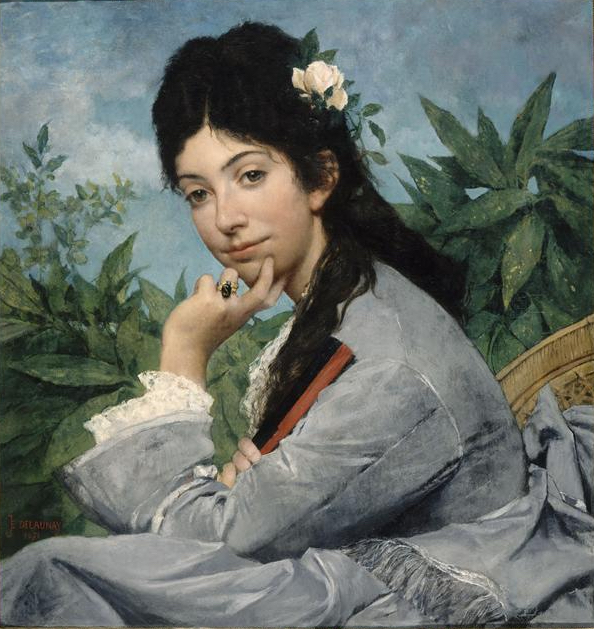
Portrait de Mademoiselle Stéphanie Brousset (1871), musée d'Arts de Nantes.
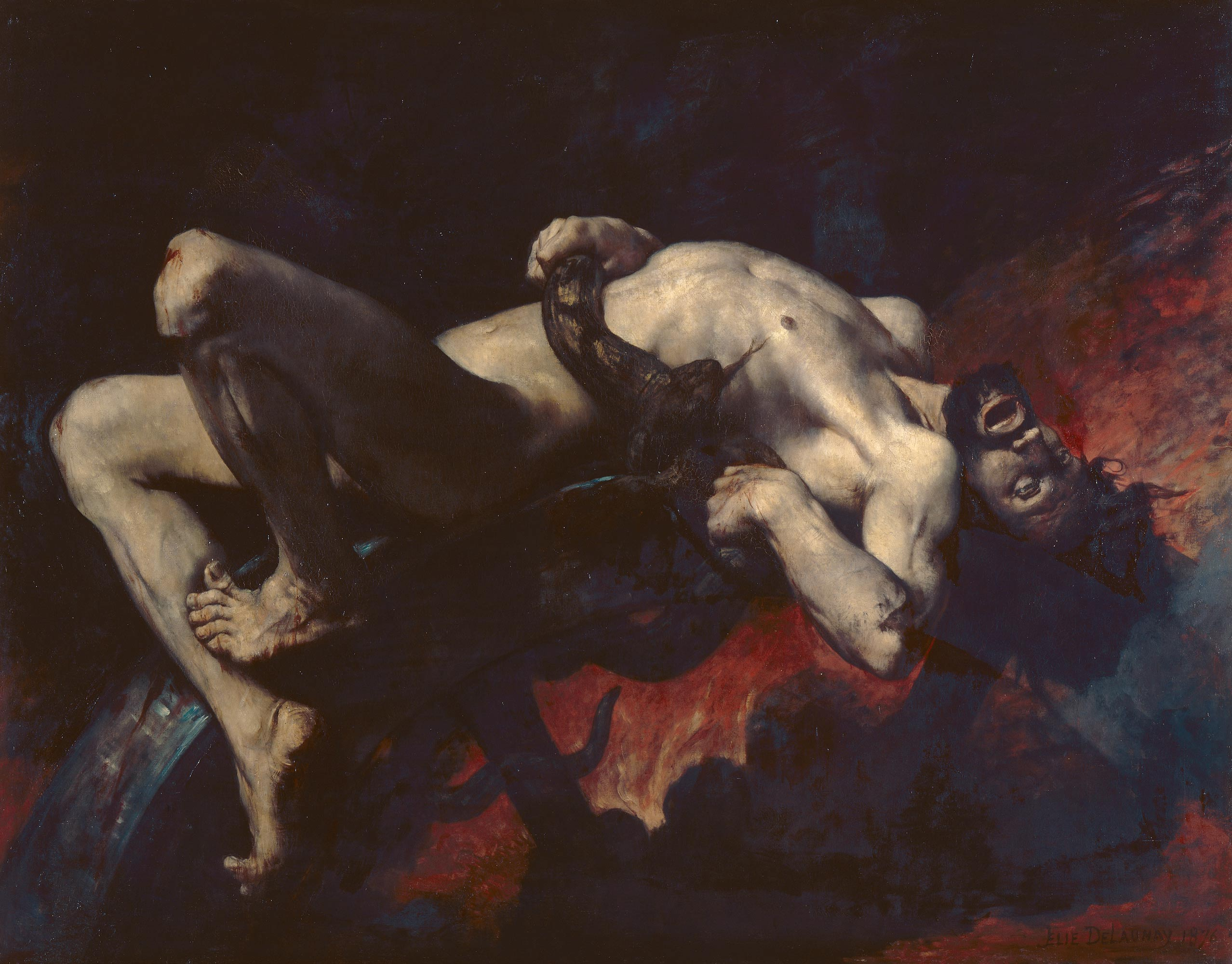
Ixion précipité dans les Enfers (1876), musée d'Arts de Nantes.
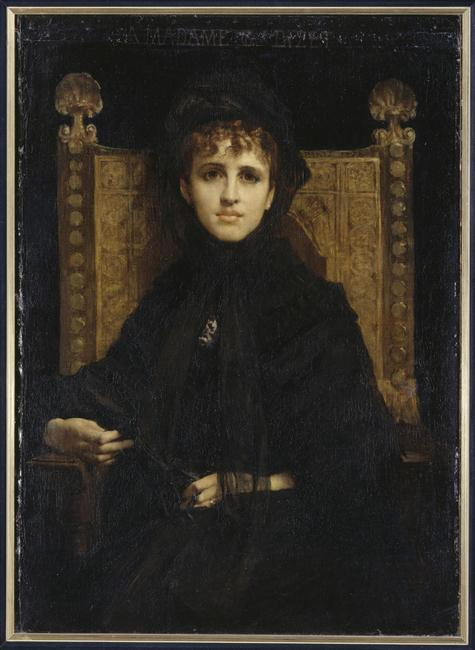
Portrait de Madame Georges Bizet (1878), Paris, musée d'Orsay.
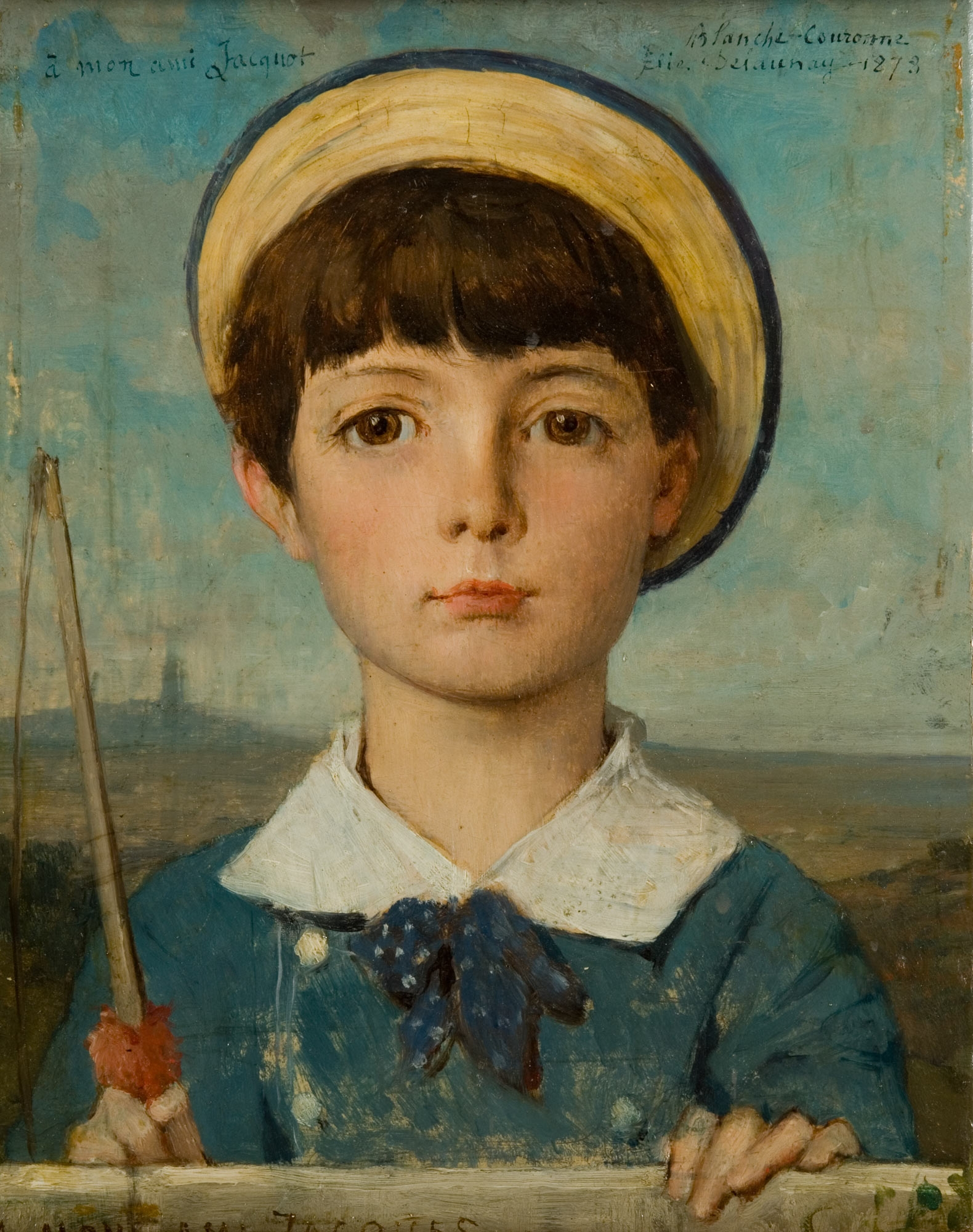
Jacques Bizet (1878), musée d'Arts de Nantes.
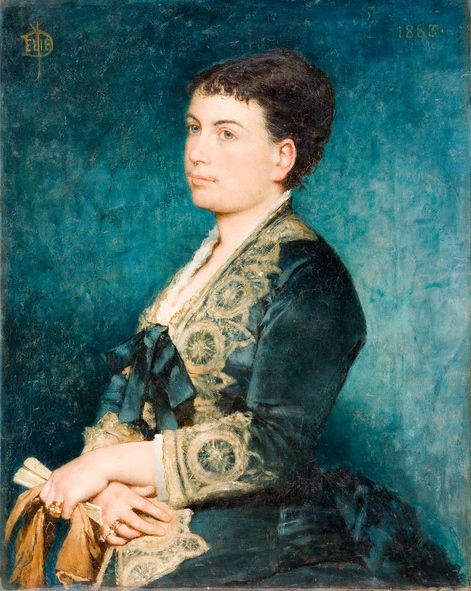
Portrait de Madame Georges Guiard, née Fanny Goüin (1883), musée d'Arts de Nantes.
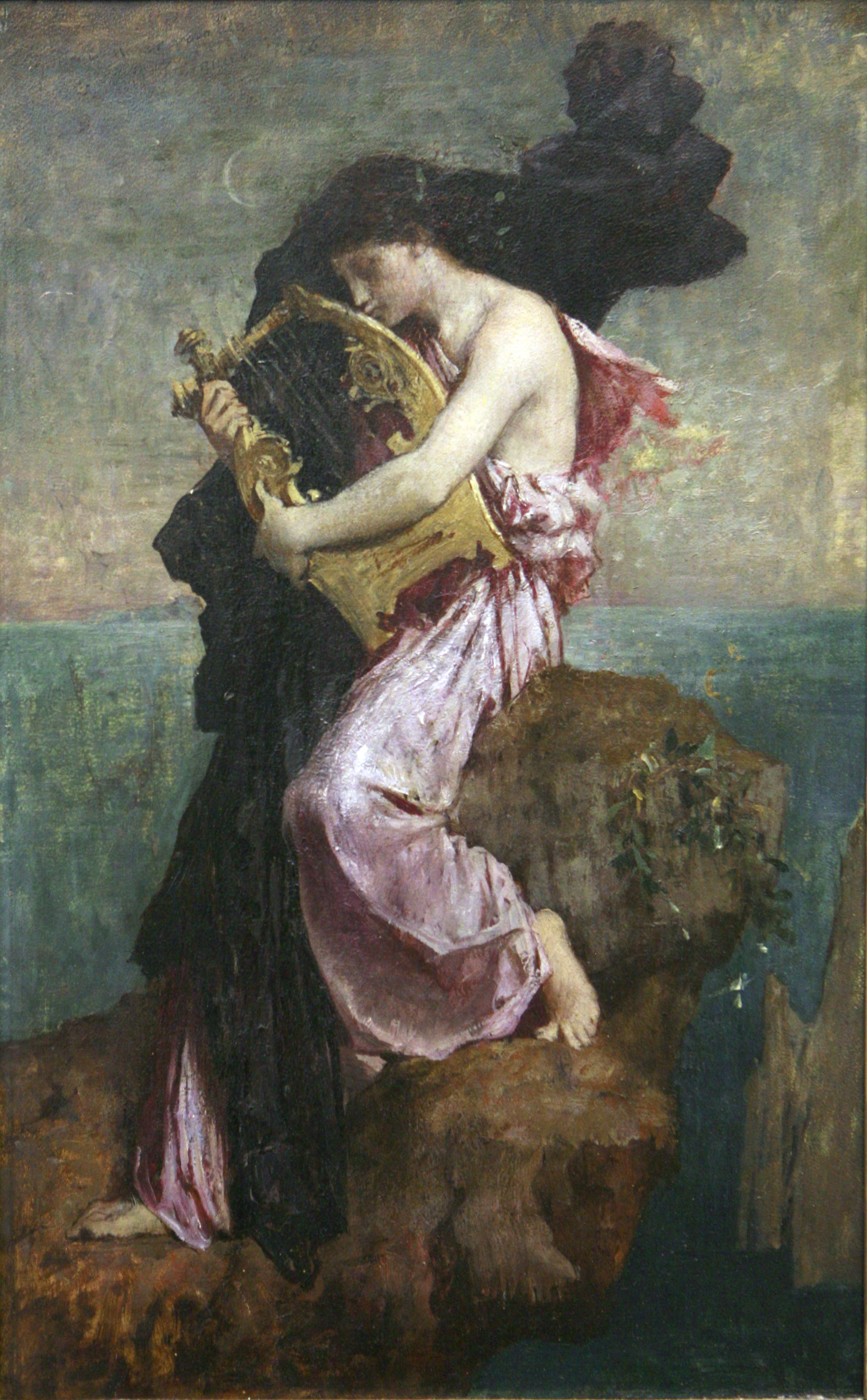
Sapho embrassant sa lyre, musée des Beaux-Arts de Brest.

## Élèves
- Jules-Gustave Besson (1868-1942)
- Honoré Broutelle (1866-1929).
- Silas Broux (1867-1957).
- René-Louis Chrétien (1867-1945).
- Georges Clémansin du Maine (1863-1926)
- Henri Courselles-Dumont (vers 1873-1878), devient son assistant.
- Henri Dabadie (1867-1949).
- George Desvallières (1877-1880).
- Émile Dezaunay (1854-1938).
- Robert Dupont (1874-1949).
- Albert-Jules Édouard (1845-1919).
- Virginie Géo-Rémy (1846-1924).
- Raoul du Gardier (1871-1952).
- Edgard Maxence (1871-1954).
- Marcel Paul Meys (1859-).
- Louis Ridel (1866-1937).
- Georges Rouault (1871-1958).
- Veloso Salgado (1864-1945).